# Austrochaperina
Genre
Austrochaperina est un genre d'amphibiens de la famille des Microhylidae.

## Répartition
Les 25 espèces de ce genre se rencontrent en Nouvelle-Guinée, dans l'archipel Bismarck et dans le nord de l'Australie.

## Description
Ce genre diffère du genre Chaperina notamment par :
- des tympans non distincts ou cachés ;
- deux crêtes dermiques au niveau du palais ;
- l'agencement des os du sternum ;
- certains caractères dans le crâne.

## Liste des espèces
Selon Amphibian Species of the World (17 septembre 2015) :
- Austrochaperina adamantina Zweifel, 2000
- Austrochaperina adelphe (Zweifel, 1985)
- Austrochaperina alexanderi Günther, Richards & Dahl, 2014
- Austrochaperina aquilonia Zweifel, 2000
- Austrochaperina archboldi Zweifel, 2000
- Austrochaperina basipalmata (Van Kampen, 1906)
- Austrochaperina blumi Zweifel, 2000
- Austrochaperina brevipes (Boulenger, 1897)
- Austrochaperina fryi (Zweifel, 1962)
- Austrochaperina gracilipes Fry, 1912
- Austrochaperina hooglandi (Zweifel, 1967)
- Austrochaperina kosarek Zweifel, 2000
- Austrochaperina laurae Günther, Richards & Dahl, 2014
- Austrochaperina macrorhyncha (Van Kampen, 1906)
- Austrochaperina mehelyi (Parker, 1934)
- Austrochaperina minutissima Günther, 2009
- Austrochaperina novaebritanniae Zweifel, 2000
- Austrochaperina palmipes (Zweifel, 1956)
- Austrochaperina parkeri Zweifel, 2000
- Austrochaperina pluvialis (Zweifel, 1965)
- Austrochaperina polysticta (Méhely, 1901)
- Austrochaperina rivularis Zweifel, 2000
- Austrochaperina robusta Fry, 1912
- Austrochaperina septentrionalis Allison & Kraus, 2003
- Austrochaperina yelaensis Zweifel, 2000

## Étymologie
Le nom de ce genre se compose du préfixe austro-, du latin australis, « du sud », et de chaperina en référence au genre du même nom auquel il est fortement apparenté. Le genre Chaperina regroupe des espèces vivant un peu plus au nord, sur Bornéo ou en Nouvelle-Guinée.

## Publication originale
- Fry, 1912 : Description of Austrochaperina a new Genus of Engystomatidae from North Australia. Records of the Australian Museum, vol. 9, p. 87-106 (texte intégral).